# Bullionismus
Bullionismus (von englisch bullion ‚Münzbarren‘, ‚ungemünztes Edelmetall‘) ist eine im Zeitalter des Merkantilismus praktizierte Geldpolitik, die eine Devisenbewirtschaftung vorsah, die insbesondere Gold- und Silbervorräte im eigenen Land zu halten strebte.
Unter den historischen Bedingungen einer wenig entwickelten Warenproduktion sah das „Monetarsystem“, wovon das „Merkantilsystem“ nur eine Variante ist, im Geld die exklusive Form gesellschaftlich anerkannten Reichtums, und zwar als „Weltgeld“ insbesondere in der metallischen Form als Gold und Silber. In der Kontroverse um 1809 um die englische Notenbankpolitik, der sogenannten Bullionist Controversy, wurden als „Bullionisten“ die Parteigänger David Ricardos bezeichnet. Ricardo hat zwar das Papiergeld für die vollendete Form des Geldes erklärt. Sein theoretisches Argument endet jedoch damit, dass Zufluss und Abfluss der Edelmetalle einen absoluten Einfluss auf die kapitalistische Wirtschaft ausüben. Eine Gegenposition vertraten unter Berufung auf die Real-Bills-Doktrin Henry Boase, Nicholas Vansittart, Charles Bosanquet und Robert Torrens sowie anfangs auch James Mill. Eine Zwischenposition vertrat Henry Thornton.

## Merkantilismus
Diese Art merkantilistischer Geldpolitik war in erster Linie an praktischen Zielen und Maßnahmen zur Aufrechterhaltung und Förderung der Staatsmacht und des Staatswohlstandes interessiert, da die damals vorherrschenden Bedingungen der politischen Zersplitterung mehr oder weniger die einer Kriegsökonomie gleichkamen. Der Fernhandel war überall behindert durch Zollzersplitterung und die Stapelpolitik, d. h. die gezielte Lenkung des Durchgangshandels über bestimmte Stapelplätze oder Stapelhäfen.
Aufgrund der Überlegung, dass eine „aktive Handelsbilanz“ eine Steigerung des Machtpotenzials einer Nation darstellt, wurde diese zum wirtschaftspolitischen Ziel erhoben. Ein Verbot des Exports von Geld und Edelmetall ins Ausland sollte zusammen mit strikter Devisenbewirtschaftung den Abfluss von Zahlungsmitteln ins Ausland erschweren.
Thomas Milles (1550–1627), ein Zollbeamter von Sandwich, hat in seiner Schrift The Custumers Apology: that is to say, A generall Answere to Informers of all Sortes (London 1601) die Stapelpolitik damit verteidigt, dass sie gegenüber dem Monopol der Merchant Adventurers in London die Hafenstädte und damit die Handelsfreiheit und niedrige Preise fördere.
Gerard de Malynes (1586–1641) war nach dem Urteil Joseph Schumpeters einer der wenigen Merkantilisten, die eine theoretische Argumentation entwickelt haben. Kein Autor des 17. Jahrhunderts habe ihn am klaren und vollen Verständnis des Devisenmechanismus übertroffen; allerdings sei er von den Mängeln dieses Mechanismus zur damaligen Zeit mehr beeindruckt gewesen als von dem Mechanismus selbst. Er veröffentlichte ein Pamphlet mit dem Titel A Treatise of the Canker of England’s Common Wealth, dem Edward Misselden mit seiner Schrift The Circle of Commerce: Or, the Ballance of Trade entgegentrat. Dieser führte den Abfluss an Geld und Edelmetallen aus England nicht auf die Benachteiligung der Engländer bei der Bildung der Wechselkurse zurück, sondern auf die ungünstige Struktur der englischen Handelsbilanz.
Ein weiteres merkantilistisches Instrument war die Zollpolitik. Die Einfuhr von Rohstoffen wurde durch günstige Zölle erleichtert, die Ausfuhr von Fertigwaren und Nahrungsmitteln durch hohe Zölle erschwert. Letzteres sollte das inländische Angebot an Fertigprodukten und Nahrungsmitteln erhöhen und damit die Preise senken in der Erwartung, dass mit sinkenden Nahrungsmittelkosten auch die Löhne fallen und letztlich die Produktionskosten gesenkt werden könnten. Die Einfuhr günstiger Rohstoffe sollte die inländische Produktion zusätzlich fördern.
In England wurde die Zollzersplitterung ab 1600 zunehmend auf nationaler Ebene durch die königliche Zentralgewalt nach innen sowie durch eine imperialistische Kolonialpolitik nach außen hin abgelöst. In der ersten Navigationsakte von 1651 wurde festgelegt, dass der Transport aller Export- und Importgüter ausschließlich durch englische Schiffe zu erfolgen habe, was die Kontrolle erleichtern und die Dienstleistungsbilanz aktivieren sollte. Dass diese Wirtschaftspolitik zugleich aber die Konkurrenz der Produkte und Produktionsmethoden mit dem Ausland und damit den allgemeinen Wohlstand herabsetzte, machten daraufhin die Freihändler zu ihrem Hauptgegenargument.
Durch Adam Smith und andere spätere Vertreter des Wirtschaftsliberalismus haben diese Ökonomen und deren Theoreme eine Abwertung erfahren, weil deren Schutzpolitik und Geldpolitik abgelehnt wurden. Dabei wurde dem „Merkantilsystem“ insbesondere von Smith der geldtheoretische Irrtum unterstellt, dass sie den wirtschaftlichen Reichtum einer Nation durch die Menge gehorteten Edelmetalls definierten.

## Die Bullionisten
In einer anderen historischen Hinsicht und Bedeutung wurden laut Karl Marx sonderbarerweise diejenigen, die im Anschluss an David Ricardos The high price of Bullion, a proof of the depreciation of Banknotes (1809) das Geld für bloßes Wertzeichen erklärten, als „Bullionisten“ (Goldbarrenmänner) bezeichnet.
Ricardos entsprechende Theorie wurde späterhin zum „Fundamentalprinzip“ der Bankakte von Sir Robert Peel 1844/1845.